# Аверешти (Њамц)
Аверешти (рум. Averești) насеље је у Румунији у округу Њамц у општини Јон Креанга. Oпштина се налази на надморској висини од 254 m.

## Становништво
Према подацима из 2002. године у насељу је живело 1042 становника, од којих су сви румунске националности.